# Multi-Chip Module

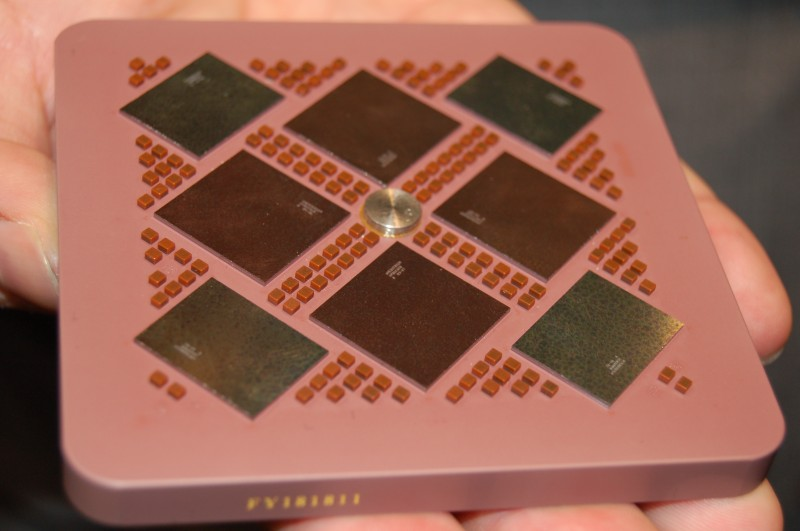
セラミックのMCMに搭載された4つのPOWER5プロセッサと4つの36MB L3キャッシュ

Multi-Chip Module（MCM）は、複数の集積回路（IC）のダイやモジュールなどを搭載して、1つのICのように取り扱いを容易にする、専用のエレクトリックパッケージである。MCMはその統合された性質から、設計ではMCM自体を「チップ」と呼ぶ場合もある。

## 概要
MCMは、その設計の複雑さや開発方針により、多様な形態を持つ。

## MCM技術の例
- IBM 磁気バブルメモリ MCM（1970年代）
- インテル Pentium Pro、Pentium D Presler[1]、Xeon Dempsey、Clovertown、Core 2 Quad（Kentsfield、Yorkfield）、Broadwellマイクロアーキテクチャ、Meteor Lakeマイクロプロセッサ
- ソニー メモリースティック
- Xenos GPU - ATI TechnologiesがXbox 360用にeDRAMを使用して設計した
- IBM POWER2, POWER4, POWER5
- AMD Ryzen, Ryzen Threadripper, EPYC
- Apple M1 Ultra, M2 Ultra

## 参照
1. ↑  Intel's upcoming chips revealed in pix